# Pachygonidia
Pachygonidia este un gen de molii din familia Sphingidae. 

## Specii
- Pachygonidia caliginosa (Boisduval, 1870)
- Pachygonidia drucei (Rothschild & Jordan, 1903)
- Pachygonidia hopfferi (Staudinger, 1875)
- Pachygonidia martini (Gehlen, 1943)
- Pachygonidia mielkei Cadiou, 1997
- Pachygonidia odile Eitschberger & Haxaire, 2002
- Pachygonidia ribbei (Druce, 1881)
- Pachygonidia subhamata (Walker, 1856)

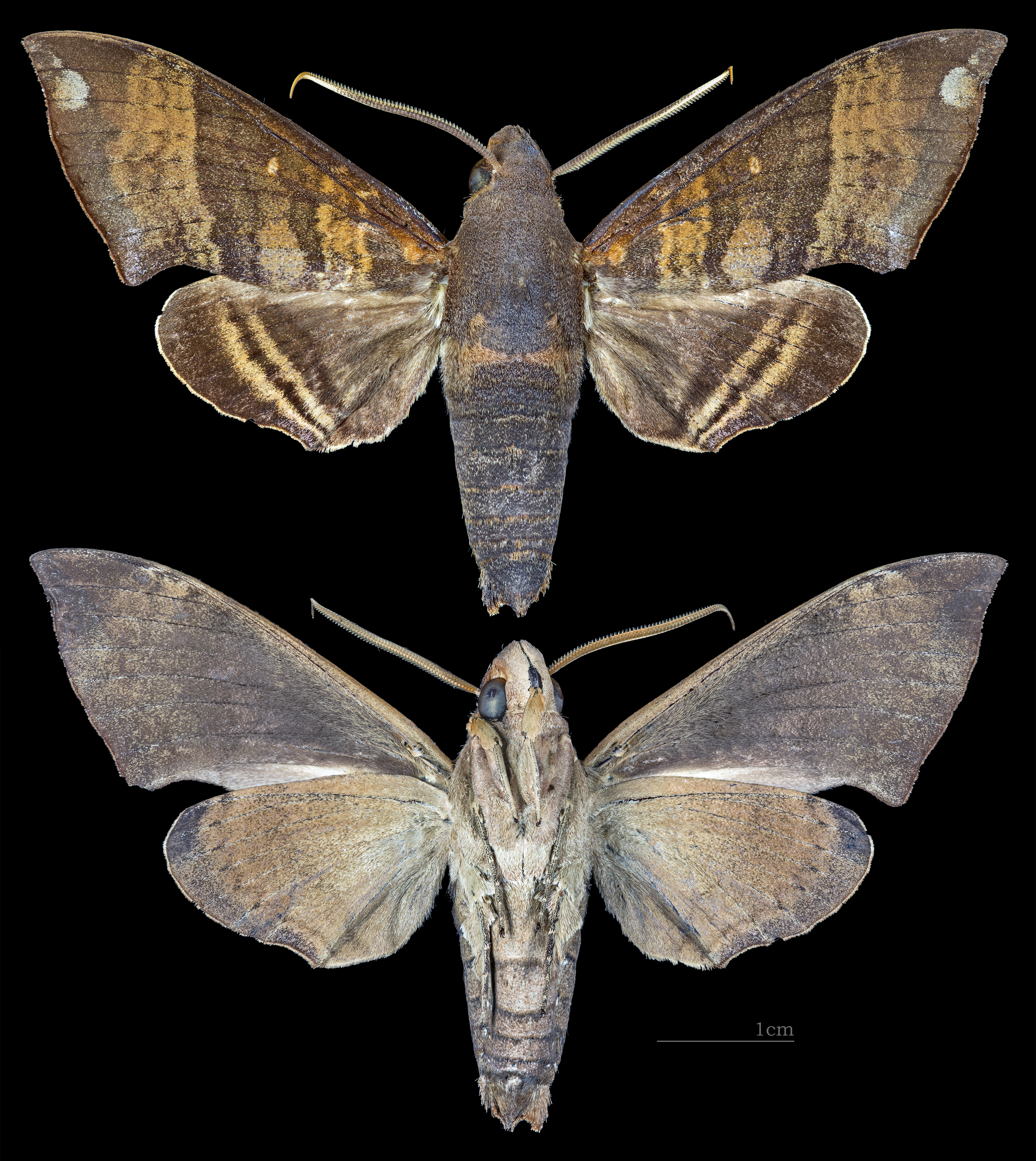
Pachygonidia caliginosa
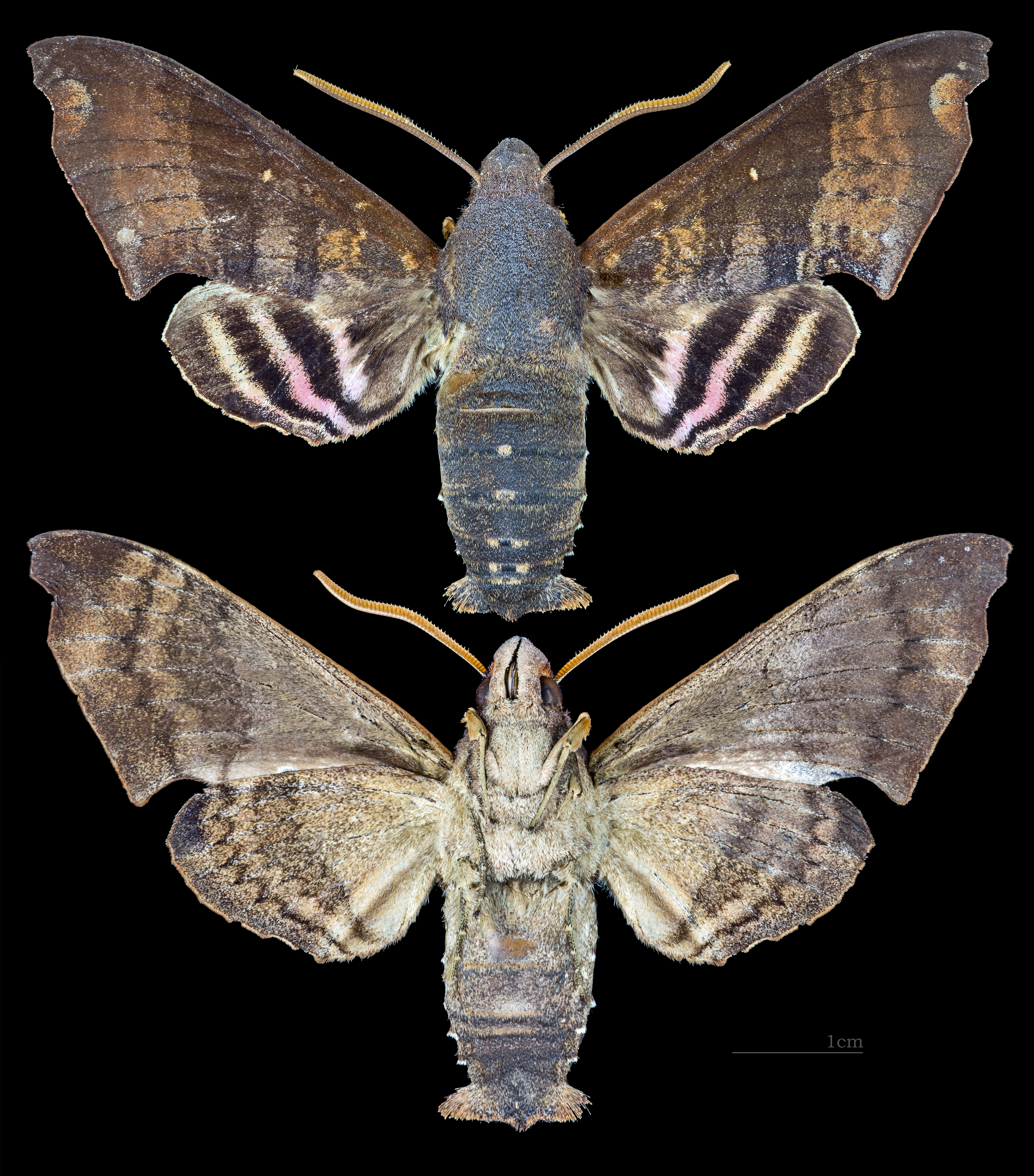
Pachygonidia martini
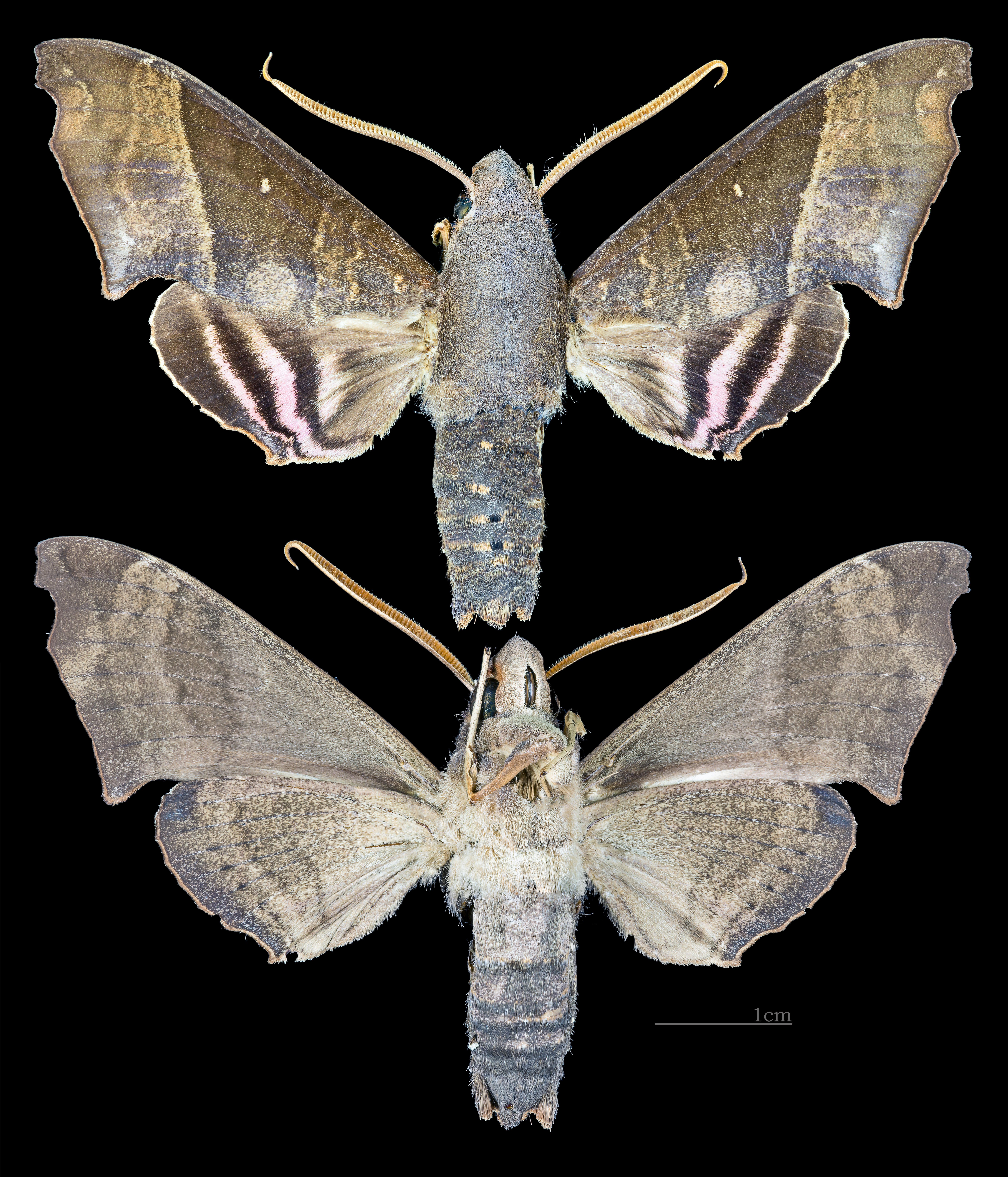
Pachygonidia hopfferi
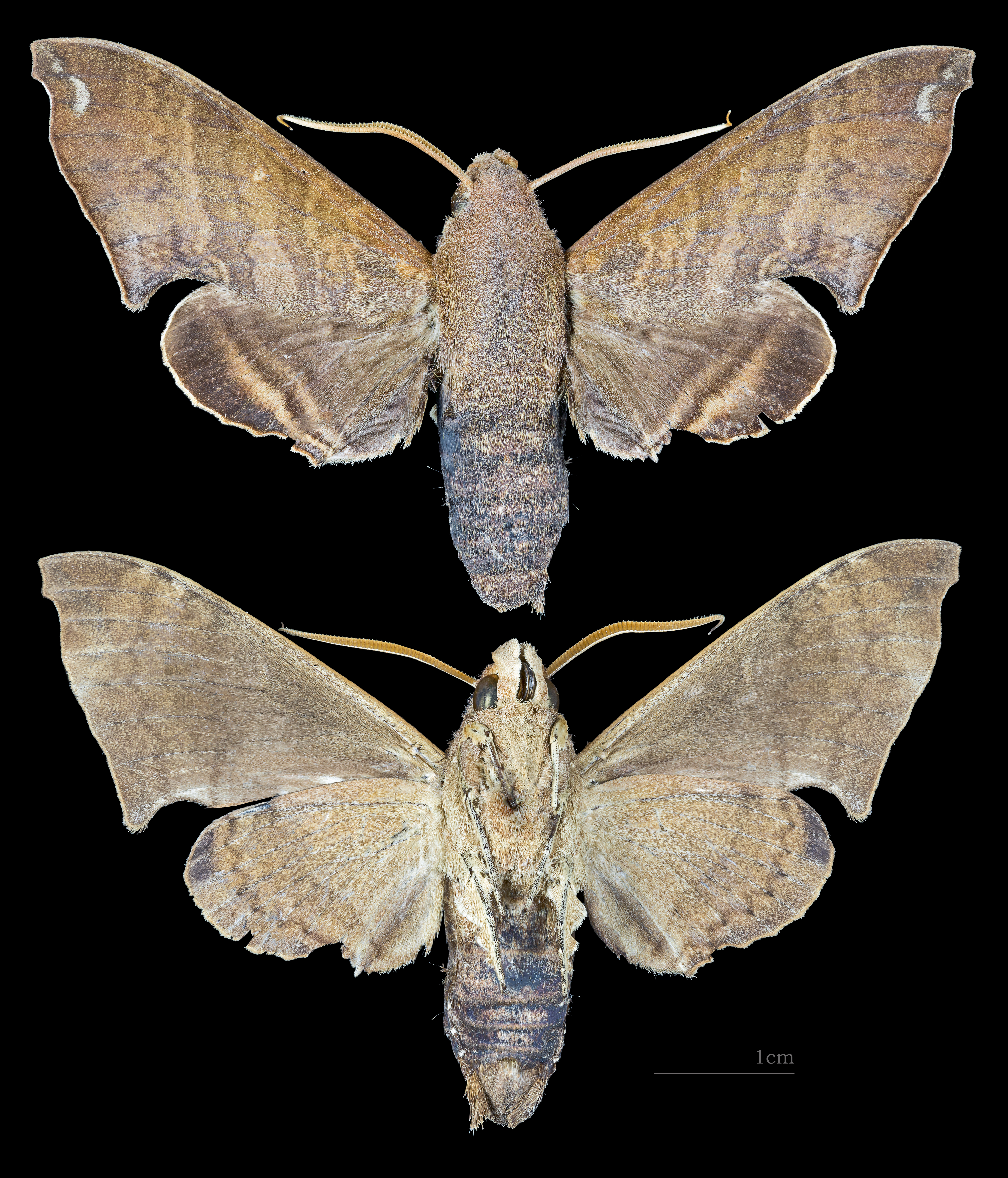
Pachygonidia subhamata